# سوندر جنسن
سوندر جنسن هو لاعب كرة قدم نرويجي، ولد في 15 نوفمبر 1971 في برغن في النرويج. لعب مع نادي بران.